# Sill Entreprises
Sill Entreprises est une entreprise agroalimentaire française spécialisée dans l'industrie laitière.
Issue de la SILL (Société industrielle laitière du Léon), créée en 1962 à Plouvien en Bretagne par les familles Falc'hun et Léon, avec 681 producteurs de lait et 1 364 employés, Sill Entreprises réalise un chiffre d'affaires de 464 millions d'euros et collecte 264 millions de litres de lait par an dans une zone de collecte concentrée et locale,. Cette fédération de PME regroupe de nombreuses entreprises spécialisées autour de cinq métiers : 
- Laitier : Sill SAS (Plouvien), Le Gall (Quimper), laiterie Malo (Saint-Malo) , Le Petit Basque (Saint-Médard-d’Eyrans).
- Le surgelé : Primel Gastronomie (Plougasnou), la Compagnie Artique (Plabennec), Saveurs Cristal (Le Pertre).
- La nutrition infantile : Sill SAS (Plouvien), Sill Dairy International (Landivisiau)
- Les potages : Sill SAS (Plouvien)
- Les jus de fruits : Sill SAS (PLouvien).

Ses marques (Matines, Malo, Le Gall, Le Petit Basque, La Potagère, Plein Fruit, Grandeur Nature, La Compagnie Artique, Teddy Chef) permettent à la Sill de réaliser plus de 25 % de son CA à l'export dans plus de 80 pays et plus de 15 % de son CA en agriculture biologique.

## Histoire
Les familles d'Yves Falc'hun et de Jean Léon, qui étaient tous deux d'anciens marchands de beurre originaires du Pays des Abers, créent la Société industrielle laitière du Léon en 1962 de façon à regrouper leurs productions.
Les années 1970-1980 sont marquées par le développement industriel de l’entreprise, avec l’installation d'une tour de séchage, d'une beurrerie et d'un atelier UHT. 
Dans les années 1980-1990, la Sill se diversifie dans d'autres productions alimentaires industrielles :  les jus de fruits et les potages « prêts à consommer » longue conservation (UHT) ainsi que dans les plats cuisinés surgelés.
Dans les années 2000, la Sill se perfectionne dans les produits laitiers. De nouvelles structures sont créées comme un atelier de fabrication fromager et un bureau commercial à Singapour. L'entreprise achète également les laiteries Malo à Saint-Malo et Le Gall à Quimper.
En 2013, Primel Gastronomie, filiale du Groupe Sill spécialisée dans les plats préparés surgelés, rachète l'usine Saveurs Cristal près de Vitré (Ille-et-Vilaine) spécialisée dans les mignardises surgelées (pièces de cocktail surgelées haut de gamme) et dans la transformation laitière.
Les sociétés Sill et Langa se sont associées pour réaliser ensemble la chaufferie biomasse bois énergie. Celle-ci assurera plus de 85 % de la vapeur nécessaire au bon fonctionnement du site de production de la Sill. Grâce à cette installation, 10 800 tonnes d'émissions de CO2 sont évitées par an. La chaufferie biomasse aura coûté 4,8 millions d'euros.
En 2014, la Sill rachète Le Petit Basque (spécialisé dans les produits uniquement à base de lait de brebis) près de Bordeaux afin de compléter le panel des produits laitiers du groupe Sill Entreprises et d'élargir les références de sa filiale Malo située à Saint-Malo,.
En 2019 l'incendie de la tour de séchage de l'usine de Plouvien nécessite sa reconstruction. Une nouvelle tour de séchage est mise en service en février 2021 pour produire des poudres de lait infantiles à destination du Moyen-Orient et de l’Asie (20 000 tonnes de poudre de lait infantile par an).

## Activités

### Lait et produits laitiers
La Sill collecte 264 millions de litres de lait par an : grâce à cela, elle fabrique et commercialise des produits laitiers tels que le lait UHT, la crème fraîche, le beurre de baratte, la poudre de lait, le cream cheese, les yaourts, les fromage frais, les emprésurés, les entremets et les desserts gourmands. 
Le Petit Basque, une des filiales de la Sill, produit des yaourts aux laits de brebis et de chèvre,.
Les principales PME laitière de Sill Entreprises sont : Sill SAS, Le Gall, laiterie Malo, Le Petit Basque.

### Jus de fruits
40 millions de litres de jus de fruits sont produits par les chaînes de conditionnement de l'entreprise finistérienne (Plein Fruit et BOPI), majoritairement en brique carton, mais aussi en bouteilles en verre. Ils représentaient en 2008 15 % du chiffre d'affaires du groupe.

### Les potages
Sill Entreprises propose une large gamme produit par La Potagère : soupe de légumes (velouté ou moulinés), soupes cuisinées, soupes bio, recettes de la mer, recettes du monde ou encore soupes à déguster froides (gaspacho).
40 millions de litres de soupe sont produits chaque année dans son atelier UHT.

### Les plats cuisinés surgelés
Gilles Falc'hun, a progressivement diversifié ses métiers. Avec Primel Gastronomie qui possède deux usines dans le Finistère, il s'est engagé dans les plats surgelés à base de produits de la mer. Un créneau qui génère en 2018 100 millions de recettes annuelles. Outre Primel Gastronomie, le groupe Sill est propriétaire de la Compagnie Artique (Plabennec, Finistère), spécialisée dans les plats cuisinés à base de coquilles Saint-Jacques et également l'entreprise Saveur Cristal spécialisé dans la restauration haut de gamme.

### L'alimentation infantile
Après la diversification sur les jus de fruits, potages et plats cuisinés surgelés, Sill Entreprises a développé ses activités vers la nutrition et investi le marché de l’alimentation infantile avec sa marque Teddy Chef, composée de desserts, de plats cuisinés et de soupes destinés principalement au marché de l'export. Trois millions d'euros ont été investis en 2013.
Depuis 2018, la Sill via sa filiale Sill Dairy International a débuté la construction, à Landivisiau, d'une tour de séchage pour la fabrication de poudre de lait infantile dont le lancement est prévu pour 2021. Environ 80 millions d'euros ont été investis. L'entreprise a signé début 2018 un contrat avec le groupe chinois Yinquiao Dairy pour sa future usine de poudre de lait qui importera 20  % de la production annuelle soit près de 4 000 tonnes par an.

## À l'international
Depuis 25 ans, la Sill exporte ses produits dans plus de 80 pays. Ces productions réalisent 30 % du chiffre d'affaires de l'entreprise en 2012. Sill Entreprises fabrique des produits laitiers, des jus de fruits et des potages pour le marché national, l’Asie, le Moyen-Orient et le Maghreb. Le groupe Sill a créé en 1999 un bureau permanent à Singapour, dirigé par Emmanuel Lecat, le beau-fils d'un producteur de lait de Plourin-lès-Morlaix. Grâce à ce bureau, l'entreprise a engagé des échanges avec plusieurs pays asiatiques, notamment en emboîtant le pas de chaînes de distribution comme Carrefour et Casino implantées sur place. 

## Données générales et chiffres clés
| Chiffre d'affaires            | 464 millions           |
| Effectif                      | 1 364 employés         |
| Sites de production           | 8                      |
| Lait collecté                 | 264 millions de litres |
| Nombre de producteurs de lait | 681                    |
| CA production biologique      | 61 millions            |
| CA production exportée        | 122 millions           |
| Export de la production       | 80 pays, 5 continents  |